# Platja de Moniello
La Platja de Moniello, es troba en la Costa Central asturiana, dins del Paisatge Protegit del Cap de Peñas, en la localitat de Moniello, en el concejo asturià de Gozón.

## Descripció
La platja de Moniello presenta forma de petxina, podent-se considerar com una petita cala els accessos de la qual es realitzen a través de la localitat de Luanco.
De sòl rocós, molt prop de la platja està el conegut com a “Parc Platja de Moniello”, que presenta una àrea recreativa i un fenomen natural conegut com els "Pous de l'Aguion", consistents en una espècie de acanaladures la morfologia de la qual varia segons la inclinació de l'estrat sobre el qual rellisca (en aquest cas es tracta de masses de calcària compostes per lenares o lapiaces), i d'aquesta forma dona lloc a la formació en la roca, quan la marea baixa, d'aquests “pous”, que s'utilitzen a manera de piscines naturals.
Sol donar-se en les seves aigües una gran concentració d'algues, la qual cosa era aprofitada antany com a fertilitzant per a les terres de cultiu dels voltants.
Com a serveis tan sols presenta dutxes, no disposant, ni tan sols a l'estiu de senyalització de perill o d'un lloc d'auxili i salvament.